# SN 2009dm
SN 2009dm – supernowa typu II-P odkryta 19 kwietnia 2009 roku w galaktyce M+07-24-16. W momencie odkrycia miała maksymalną jasność 17,50m.